# Maryline Gygax Généro
Maryline Gygax Généro, née le 19 mars 1959, est une médecin militaire française. Médecin général des armées et professeur agrégé du Val-de-Grâce, elle est directrice centrale du Service de santé des armées du 11 septembre 2017 au 30 octobre 2020, puis conseillère du Gouvernement pour la défense. Elle est la première femme à accéder à la direction d’un service interarmées.

## Biographie

### Origine et formation
Elle est née en 1959 en Algérie (son père y étant affecté, à l'époque). Fille d'un sous-officier de l'armée de terre et d'une institutrice d'origine antillaise,,, Maryline Gygax entre à l'École du Service de santé des armées de Lyon en septembre 1976, quatre ans après que les femmes y furent admises à concourir. Elle évite ainsi un sacrifice financier à ses parents. Ce faisant, elle est engagée pour vingt-cinq ans dans l'armée. Elle en sort major de promotion, et devient la première femme à porter le drapeau de l'École du Service de santé lors des cérémonies militaires. Cela suscite néanmoins l'opposition de ses camarades masculins, et elle ne peut le faire qu'après l'intervention du médecin général inspecteur Valérie André (première femme générale trois étoiles en France),.
Docteur en médecine en 1983 et nommée au grade de médecin, elle choisit l'école d'application du Service de santé pour l'armée de l'air à Paris, dont elle sort major de sa promotion et brevetée de médecine aéronautique. Elle est affectée à l’hôpital d’instruction des armées Desgenettes à Lyon en 1984 et suit son internat dans les centres hospitaliers universitaires de Lyon.
Elle obtient en 1992 une maîtrise en sciences biologiques et médicales et un diplôme d’études approfondies (DEA) de physiologie et physiopathologie des appareils respiratoire et circulatoire l'année suivante. Elle passe avec succès l’agrégation de médecine aéronautique et spatiale en 2001, ce qui lui donne le titre de professeur agrégé du Val-de-Grâce,.

### Carrière militaire
Maryline Gygax Généro commence sa carrière comme médecin des armées sur la base aérienne 117 Paris de 1988 à 1991. Elle rejoint ensuite l'hôpital d'instruction des armées Dominique Larrey à Versailles, où elle est promue au grade de médecin principal (1992). De 1994 à 2003, elle est chef du service de pneumologie de l’hôpital d’instruction des armées Legouest de Metz. Elle devient médecin en chef en 1997.
Elle est ensuite affectée au Centre principal d’expertise médicale du personnel navigant (CPEMPN) de l’Hôpital d'instruction des armées Percy à Clamart en 2003. Elle est d’abord adjointe au chef du service de médecine-cardiologie, avant de prendre la tête de ce même service en 2006. Elle est aussi successivement consultant national pour la médecine aéronautique dans les armées (2007) et secrétaire générale du Conseil de la fonction militaire du Service de santé des armées (CFMSSA, 2008). Médecin chef des services de classe normale à partir du 1er mai 2009, elle prend la direction du Centre principal d'expertise médicale du personnel navigant en 2010.
Elle est ensuite médecin chef (directeur) adjoint de l’hôpital d’instruction des armées du Val-de-Grâce à Paris (2012-2013) puis de l'hôpital d’instruction des armées Bégin à Saint-Mandé (2013-2014). Elle est également présidente de la Société francophone de médecine aérospatiale (SOFRAMAS) de 2013 à 2014.
Le 1er septembre 2014, Maryline Gygax Généro prend la direction de l'hôpital d’instruction des armées Bégin avec rang et prérogatives de général de brigade et appellation de médecin général. Promue médecin chef des services hors classe le 1er juillet 2015, elle se voit conférer les rang et prérogatives de général de division avec appellation de médecin général inspecteur le 1er février 2016. À la tête de l’hôpital Bégin, elle doit notamment prendre en charge les deux seuls patients atteints par le virus Ebola rapatriés sur le sol français, en septembre et en novembre 2014. L’hôpital Bégin accueille également un grand nombre de blessés des attentats du 13 novembre 2015,,.
Le 5 septembre 2016, elle quitte la direction de l’hôpital Bégin et est nommée chargée de mission auprès du directeur central du Service de santé des armées. Le 2 janvier 2017, elle devient adjointe « offre de soins et expertise » du directeur central.

### Directrice centrale du Service de santé des armées
Le 2 août 2017, Maryline Gygax Généro est nommée en conseil des ministres directrice centrale du Service de santé des armées et élevée aux rang et appellation de médecin général des armées à partir du 11 septembre suivant. Elle succède au médecin général des armées Jean-Marc Debonne, directeur central de 2012 à 2017. Pour Florence Parly, ministre des Armées, cette nomination « illustre la place croissante et méritée des femmes aux plus hauts postes de l’administration de la défense ». C'est en effet la première fois qu'une femme est nommée à la direction du Service de santé des armées,,.
En tant que directrice centrale, elle se déplace à plusieurs reprises auprès des troupes françaises engagées dans l'opération Barkhane au Mali et au Tchad (octobre, et décembre 2017, décembre 2018, mai et novembre 2019) et dans l'opération Chammal en Jordanie (décembre 2018). En mars 2018, elle effectue une visite auprès des forces françaises à Djibouti. Elle se rend ensuite en Guyane (mars 2018,), en Nouvelle-Calédonie (octobre 2018), auprès des forces armées de la zone sud de l'océan Indien (FAZSOI) à la Réunion (mars 2019). Elle se rend également auprès des soldats français de la force intérimaire des Nations unies au Liban (FINUL) en décembre 2019. Elle est enfin présente aux Invictus games de Sydney en octobre 2018, où une équipe paramédicale du Service de santé accompagne les blessés militaires français qui sont en compétition.
En mars 2018, le premier ministre djiboutien Abdoulkader Kamil Mohamed lui remet la cravate de commandeur de l'ordre national du 27 juin 1977,. Un an plus tard, en mars 2019, elle remet la légion d'honneur au lieutenant général Nadja West (en), son homologue américaine, qui la décore de l'Order of Military Medical Merit. Elle avait également remis la légion d'honneur à son homologue allemand, le Generaloberstabsartz Michael Tempel (de), en novembre 2017.
Maryline Gygax Généro crée la journée des blessés du Service de santé et de leurs familles en 2018. Elle a lieu le 18 octobre 2018, jour de la saint Luc, patron des médecins. La directrice centrale préside les cérémonies parisiennes, composées d'une cérémonie militaire au Fort Neuf de Vincennes, d'un ravivage de la flamme du soldat inconnu sous l'Arc de triomphe en présence de la secrétaire d'État Geneviève Darrieussecq, et enfin d'une exposition et d'un concert dans la chapelle du Val-de-Grâce,. Cette journée a également lieu l'année suivante, le 28 septembre 2019.
Lors de la pandémie de Covid-19 en France, elle institue une cellule de crise au sein de sa direction centrale le 6 février 2020.
Maryline Gygax Généro est nommée conseillère du Gouvernement pour la défense lors du conseil des ministres du 28 octobre 2020,. Dans un communiqué publié le 2 novembre 2020, la ministre des Armées Florence Parly salue ses trois années de commandement comme ayant permis aux armées de « disposer d’un soutien santé de haut niveau, tant en opérations que sur le territoire national » et qualifie son action de « déterminante » lors de la pandémie de Covid-19 en France,. 

## Fin de la carrière militaire
Elle fait ses adieux aux armes dans la cour d'honneur de l'école du Val-de-Grâce à Paris le 14 décembre 2020, lors d'une cérémonie présidée par le général d'armée François Lecointre, chef d’État-Major des armées.
Elle devient général de deuxième section, c'est-à-dire en retraite mais restant à la disposition du ministre des Armées. Elle se consacre notamment au Collège citoyens du monde, un organisme délivrant une formation continue gratuite et un accompagnement aux personnes de tout milieu désireuses de se lancer en politique.

### Vie privée
Le médecin général des armées Maryline Gygax Généro est mariée et mère de trois enfants.

## Grades militaires
- 1976 : élève-officier médecin.
- 1977 : aspirant médecin.
- 1983 : médecin des armées.
- 1992 : médecin principal.
- 1er décembre 1997 : médecin en chef[52].
- 1er mai 2009 : médecin chef des services de classe normale[53].
- 1er septembre 2014 : médecin général (avec rang et prérogatives de général de brigade)[9].
- 1er juillet 2015 : médecin chef des services hors classe[54].
- 1er février 2016 : médecin général inspecteur (avec rang et prérogatives de général de division)[10].
- 11 septembre 2017 : médecin général des armées (avec rang et prérogatives de général de corps d'armée)[18].

## Décorations
|  |  |  |
|  |  |  |
|  |  |  |

### Intitulés
- Commandeur de la Légion d'honneur en 2020[55] (officier en 2016[56], chevalier en 2004[57]).
- Commandeur de l'ordre national du Mérite en 2019[58](officier en 2011[59], chevalier en 1997[60]).
- Chevalier de l'ordre des Palmes académiques [61].
- Médaille d'Outre-Mer
- Commandeur de l'Ordre National du 27 juin 1977 (Djibouti, 2018)[37].
- Order of Military Medical Merit (États-Unis, 2019)[62].
- Brevet de parachutiste militaire[5].

## Publication
- Maryline Gygax Généro et Stéphanie Touré, Générale, Fayard, mars 2023, 400 p. (ISBN 978-2213718309)

### Presse
- François Clemenceau, « La cheffe du Service de Santé des Armées face au coronavirus : "Mes moyens ne sont pas illimités" », Le Journal du Dimanche,‎ 21 mars 2020 (lire en ligne, consulté le 1er février 2021).
- Nathalie Guibert, « Coronavirus : dans les hôpitaux militaires, "les patients déferlent" », Le Monde,‎ 21 mars 2020 (lire en ligne, consulté le 1er février 2021).
- Guerric Poncet, « Le service de santé des armées, entre Covid et "opex" », Le Point,‎ 29 avril 2020 (lire en ligne, consulté le 1er février 2021).
- Guerric Poncet, « Dans 30 ans, nous aurons peut-être des robots chirurgicaux dans les hélicoptères », Le Point,‎ 4 mai 2020 (lire en ligne, consulté le 1er février 2021).
- Guerric Poncet, « Maryline Gygax Généro : la longue ascension d'une femme générale », Le Point,‎ 11 mai 2020 (lire en ligne, consulté le 1er février 2021).
- Henri de Lestapis, « Médecin général Maryline Gygax Généro, sœur d'armes », Les Échos,‎ 3 septembre 2020 (lire en ligne, consulté le 4 septembre 2020).
- Cyril Hofstein, « Femmes et générales, l’armée française se féminise », Le Figaro,‎ 10 mars 2023 (lire en ligne, consulté le 22 avril 2023).
- « Maryline Gygax-Généro : médecin militaire et générale 4 étoiles ! », sur radiofrance.fr, France Inter, 13 mars 2023 (consulté le 22 avril 2023).
- Frédérique Brehaut, « Les bonnes étoiles de la générale », Ouest France,‎ 27 mars 2023 (lire en ligne, consulté le 22 avril 2023).